# Atarba capensis
Atarba capensis är en tvåvingeart som beskrevs av Alexander 1917. Atarba capensis ingår i släktet Atarba och familjen småharkrankar. Inga underarter finns listade i Catalogue of Life.